# Bad Vigaun
Bad Vigaun é um município da Áustria, situado no distrito de Hallein, no estado de Salzburgo. Tem 17,57 km² de área e sua população em 2019 foi estimada em 2.073 habitantes.